# Občina Laško
Občina Laško je ena od občin v Republiki Sloveniji.

## Naselja v občini
Belovo, Blatni Vrh, Brezno, Brodnice, Brstnik, Brstovnica, Bukovca, Curnovec, Debro, Doblatina, Dol pri Laškem, Gabrno, Globoko, Govce, Gozdec, Gračnica, Harje, Huda Jama, Jagoče, Jurklošter, Kladje, Klenovo, Konc, Kuretno, Lahomno, Lahomšek, Lahov Graben, Laška vas, Laško, Laziše, Leskovca, Lipni Dol, Lokavec, Lože, Mačkovec, Mala Breza, Male Grahovše, Marija Gradec, Marijina vas, Modrič, Mrzlo Polje, Obrežje pri Zidanem Mostu, Ojstro, Olešče, Padež, Paneče, Plazovje, Polana, Povčeno, Požnica, Radoblje, Reka, Rifengozd, Rimske Toplice, Sedraž, Selo nad Laškim, Senožete, Sevce, Slivno, Spodnja Rečica, Stopce, Strensko, Strmca, Suhadol, Šentrupert, Širje, Škofce, Šmihel, Šmohor, Tevče, Tovsto, Trnov Hrib, Trnovo, Trobni Dol, Trojno, Udmat, Velike Gorelce, Velike Grahovše, Veliko Širje, Vodiško, Vrh nad Laškim, Zabrež, Zgornja Rečica, Zidani Most, Žigon

## Obdobje med letoma 1850 in 1918
Korenite družbenoekonomske in politične spremembe, ki jih je prinesla revolucija leta 1848/9, se niso izražale samo v kmečki odvezilj in drugih dosežkih, ampak so privedle tudi do nove državnopolitične in upravne ureditve države.[2]
Leta 1849 je bil v Avstrijskem cesarstvu izdan provizorični Zakon o občinah, saj so pred tem obstajale le katastrske občine in naborni okraji. Z marčno ustavo leta 1849 so občine postale samostojne in samoupravne oblasti prve stopnje.[3] Franc Jožef je s tem močno omejih pristojnosti zemljiških gospodov in patrimonialno oblast, ki se je umikala državni. Država je tako pridobila nadzor nad upravo na svojem celotnem ozemlju. Občinski zakon je oblikoval grof Stadion, notranji minister in nosilec upravnih sprememb. Zakon je bil razglašen 17. marca 1849 in je določal, da je temelj svobodne države svobodna občina.[4]
Po tem, ko so leta 1850 uvedli občine, so deželo Štajersko razdelili na tri okrožja oz. kresije: Graško s sedežem v Gradcu, Mariborsko s sedežem v Mariboru in Bruško s sedežem v Brucki. Laška občina je bila, tako kot celotno danes slovensko ozemlje, vključena v Mariborsko okrožje, ki je bilo razdeljeno na šest okrajnih glavarstev, ta pa na dvajset sodnih okrajev oz. okrajnih sodišč. Okrajna glavarstva so bila: Brežice, Celje, Ljutomer, Maribor, Ptuj in Slovenj Gradec. Laško je bilo eno izmed devetih sodnih okrajev celjskega okrajnega glavarstva, katerega so skupaj sestavljale 101 občina.[5]
Leta 1854 so okrajna glavarstva nadomestili okrajni uradi. Vsa tri štajerska okrožja so bila zaradi zahtev po ločitvi sodstva in uprave, bila ukinjena. 19. maja 1868 so tako ponovno ustanovili okrajna glavarstva. V nekaterih primerih so dotedanje okraje združili, kar se je zgodilo tudi z Laškim, ki so ga skupaj s Celjem, Vranskim, Gornjim Gradom, Šmarjam pri Jelšah in Konjicam združili v okrajno glavarstvo Celje.[6] Po tej upravni razdelitvi mesto Laško ni postalo sedež višje politične oblasti, dobilo pa je okrajno sodišče in davkarijo. Z nastankom laškega sodnega okraja so že bile začrtane meje, ki jih je Laško zadržalo do konca stare jugoslovanske dobe.[7] Po ljudskem štetju je leta 1890 občina štela 798 prebivalcev in imela 118 hiš.[8]
Do konca avstrijske dobe je bilo še nekaj sprememb. Z zakonom iz 5. decembra 1872 je bila bivša večja občina Laško razdeljena tako, da je deželnoknežji trg Laško bil dotlej samostojna občina, odcepili pa so se krajevni odbori Podvin, Rifengozd, Lahomšek, Lahomno, Plazovje, Ležiše in Lože in se združili v novo občino Marija Gradec. V tem je videti uresničitev teženj tržanov Laškega, da dobijo lastno občino, kjer kmečko okolje ne bi moglo vplivati na trške zadeve in njegovo samoupravo. Marca 1910 je bil potrjen še sklep štajerskega deželnega odbora, po katerem je bila ustanovljena nova občina Sv. Lenart nad Laškim. V upravnopolitičnem oziru je bil laški sodni okraj še vedno sestavni del okrajnega glavarstva v Celju.[9]

## Med obema vojnama
V novi povojni državni ureditvi leta 1918 se je ureditev ohranila. Leta 1922 je Uredba o razdelitvi države na oblasti za sodni okraj Laško uvedla srez Laško, ki je postal nova obča upravna enota, ki je bila del ljubljanske oblasti. Nova ureditev je stopila v veljavo 1. julija 1924. V tem času je Laško bilo proglašeno za mesto (17. julija 1927.)[10]
3. oktobra 1929 sta izšla dva zakona: Zakon o nazivu in razdelitvi kraljevine na upravna območja in Zakon o banski samoupravi, ki sta ukinila dotedanjo oblast in slovensko ozemlje je postalo del Dravske banovine. Mesto Laško je sodilo v okraj Laško, ki je bil med najmanjšimi okraji v Dravski banovini. Leta 1937 je obsegal 308 km² in je imel osem upravno političnih občin, in sicer Laško, Hrastnik, Jurklošter, Marija Gradec s sedežem v Laškem, Sv. Krištof s sedežem v Leškem, Sv. Lenart, Trbovlje in Zidani Most.[11] Laški srez oz. okraj ob tem ni doživel sprememb in prav tako ne občine v njem. Novosti v laškem okraju je prinesla uredba o spojitvi občin, s katero so želeli zmanjšati število občin, kar pa zaradi odpora prebivalstva ni bilo vedno izvedeno v celoti. Občina je ostala nespremenjena, prišlo pa je do sprememb v okraju. Združili sta se laška in marijegraška občina v laško občino s sedežem v Laškem, ki je bila enaka tisti izpred leta 1872,[12] le da je bila povečana za katastrsko občino Sv. Peter. Pred 2. svetovno vojno je laški srez imel sedem občin, t. i. komasacija občin se v laškem srezu ni močno spreminjala in je v slabih sto letih doživela malo sprememb.[13]

## Med okupacijo
Z uredbo šefa za civilno upravo na Spodnjem Štajerskem je bil laški okraj ukinjen. Ozemlje je bilo razdeljeno na celjsko in trboveljsko okrožje. Ta okupacijska uprava je v laško ozemlje vnesla dvojnost, ki je bila prisotna vse do nastanka sedanje občine. V upravni razdelitvi je bila novost, da je bilo v kako upravno enoto oz. okrožje vključeno tudi ozemlje onstran Save z Radečami, ki do tedaj nikoli ni bilo del laškega okrožja. Trboveljsko okrožje je bilo nekakšen tujek v laškem okraju, vendar je okupatorju zagotavljal širok obmejni pas ob Savi. Občini Laško in Rimske Toplice sta bili del celjskega okrožja medtem ko so Jurklošter, Radeče in Zidani Most spadali v trboveljsko okrožje. Po uredbi o imenih občin, katastrskih občin in krajev na Spodnjem Štajerskem iz leta 1943 je občina Laško obsegala dvanajst katastrskih občin.[14]
Z nastajanjem osvobojenega ozemlja, na Kozjanskem, so se prebujali tudi organi ljudske oblasti in uprave. Terensko odbori OF so povsod, kjer se je pokazala priložnost, prepuščali občinske funkcije izvoljenim narodnoosvobodilnim odborom, sami pa so obdržali politično vlogo. Razmere so se nenehno spreminjale, zato je bilo potrebno upravne naloge vedno znova prilagajati novim razmeram. Laško ozemlje je bilo prehodno območje, kjer so se stikali vplivi treh okrožnih odborov: OF Celje, revirjev in Kozjanskega.[15]

## Od osvoboditve do nastanka občin
Po osvoboditvi je pravno upravno razdelitev določil Zakon o upravni razdelitvi federalne Slovenije z dne 8. septembra 1945. Po novi razdelitvi je celotno območje sedanje občine Laško spadalo v sklop celjskega okrožja. Razdeljeno je bilo na dva okraja: Celje in Trbovlje. 
V celjskem okraju je bilo osemnajst krajev s sedeži manjših upravnih enot: Debro, Gornja Rečica, Henina, Jurklošter, Kuretno, Laško, Lokavec, mala Breza, Marija Gradec, Marof, Rifengozd, Spodnja Rečica, Sv. Lenart, Sv. Rupert, Tremerje, Sv. Jedert, in Zidani Most. Ta zakon še ni predvideval točne ureditve po katastrskih občinah. Novi zakon o upravni razdelitvi Ljudske republike Slovenije je izšel 3. aprila 1946. Predvideval je razdelitev Ljudske republike Slovenije na pet okrožij in sedemindvajset okrajev.[16] Zakon, ki je bil sprejet 10. septembra 1946, je obdržal enako število okrožij in okrajev, povečal pa je število krajev kot sedežev najnižjih upravnih in oblastnih enot, t. i. krajevnih ljudskih odborov, ki so bili organi državne uprave in oblasti.[17] Razdelitev je bila v veljavi do 23. januarja 1947, ko so bila okrožja ukinjena, medtem ko je število okrajev ostalo enako. Naloge in pristojnosti okrožij so prešla na vlado Ljudske republike Slovenije in okraje. Območje današnje laške občine je ostalo razdeljeno med celjski in trboveljski okraj, prav tako so ostali isti krajevni ljudski odbori. 25. oktobra 1949 je bil izdan nov zakon, ki je zasnoval nove upravno teritorialne enote oz. oblasti: goriško, ljubljansko in mariborsko. Tako celjski kot trboveljski okraj sta bila podrejena ljubljanski oblasti. Zakon je prinesel še manjše spremembe v občinski ureditvi. Razdelitev slovenskega ozemlja na oblasti ni trajala dolgo, saj je bila ukinjena v začetku leta 1951. Večje spremembe v upravni in teritorialni ureditvi je prineslo leto 1952, ko je ponovno je v uporabo prišel pojem občine. Prišlo je do zaokroževanju upravno teritorialnih enot, ki so v teritorialnem smislu težile k upoštevanju naravnih geografske enote. V upravnem smislu pa so sedeži novih občin dobili številne nove povezovalne funkcije, kot so preskrba, prometna središča, sedeži šole, pošte, župnije in podobno. 18. aprila 1952 je novi zakon Ljudsko republiko Slovenijo razdelil na mesta, okraje in občine. V celjskem okraju je nastalo pet novih občin, med njimi tudi Mestna občina Laško.[18] Do leta 1958 ne zabeležimo nobenih sprememb v upravni ureditvi sedanje občine Laško, je pa prišlo do sprememb v okolici. V maju je bil ukinjen trboveljski okraj, decembra istega leta je bila ukinjena še občina Radeče, katere teritorij je bil razdeljen med štiri občine. Ozemlje takratne občine Laško iz leta 1955 ni doživelo nobenih sprememb. Med leti 1957 in 1960 pa je v upravni ureditvi slovenskega ozemlja prišlo do večjih sprememb. Zmanjševalo se je število upravnih enot. Pomemben zakon za obravnavano območje je bil tisti iz leta 1963, ki je izoblikoval mejo med občinama Hrastnik in Laško. Občini Laško so bile priključene katastrske občine Hotemež, Njivice, Podkraj-del, Radeče, Svibno, Sv. Peter pri Loki, Širje-del in Vrhovo.[19]
Ustava Socialistične republike Slovenije (v nadaljevanju SRS), ki je bila sprejeta 9. aprila 1963, je v svojem 54. členu določala, da so v vseh družbenopolitičnih skupnostih predstavniška telesa skupščine. Na osnovi določil tega člena ustave SRS so bili v občinah prejšnji občinski ljudski odbori ukinjeni, formirale pa so se skupščine občin. Združene občine so prenehale delovati, nove pa pričele z delom 1. aprila 1963. V obdobju 1963–1965 je občina Laško spadala k okraju Celje. Sedež občine je bil v Laškem. Občina Laško je po Zakonu o območjih okrajev in občin v SRS iz leta 1964 obsegala mesti Laško in Radeče. Skupščina občine Laško je delovala do konca leta 1994, ko je prišlo do reorganizacije državne uprave.[20]
S to ureditvijo je bilo zaključeno obdobje nenehnih sprememb v povojnem času. Večja spremembo je povzročil le še zakon sprejet 12. marca 1965, ko so bili v SRS odpravljeni okraji. S tem so v SRS kot družbenopolitične skupnosti bile uveljavljene občine in republika. 

## Po osamosvojitvi Slovenije
Nova državna ureditev je prinesla s sabo spremembe v državni upravi in lokalni samoupravi. Leta 1994 je Zakon o referendumu za ustanovitev občin predpostavil dva možna modela oblikovanja občin. Eden predlog je predlagal 163 občin z minimalno 5000 prebivalci in drugi 239 občin z minimalno 3000 prebivalci. Ozemlje nove države so razdelili na 340 referendumskih območij, kjer je bil 29. maja 1994 izveden referendum o ustanovitvi občin.[21] Zakon o ustanovitvi občin iz oktobra 1994 je določil 147 novih občin, od tega pa jih je bilo 11 mestnih. Med novimi občinami je bila tudi občina Laško.[22] Vse občine so dobile župane, ki so bili voljeni in občinske svete. Državni zbor je septembra 1994 sprejel spremembe in dopolnitve zakona o lokalni samoupravi.[23] Določeni so bili pogoji, ki jih mora izpolnjevati vsaka občina. –med njimi so bili: osnovnošolsko izobraževanje, zdravstveno varstvo občanov, preskrbo z življenjskimi potrebščinami, komunalno opremljenost, poštne storitve, banko ali hranilnico, knjižnico in prostore za upravno dejavnost lokalnih skupnosti. Občina bi naj imela vsaj 5000 prebivalcev, vendar pa so v posebnih okoliščinah (geografskih, obmejnih, narodnostnih, zgodovinskih in gospodarskih) lahko imele tudi manjše število prebivalcev.[24] Do novih teritorialnih sprememb je prišlo leta 1998, ko so na podlagi Zakona o postopku za ustanovitev občin ter za določitev njihovih območij nekatere nastale popolnoma na novo.[25] Od leta 1998 imamo tako v Sloveniji 192 občin, od tega je 11 mestnih.[26] 22. novembra 1998 je današnji obseg dobila tudi občina Laško,[27] ki je del savinjske statistične regije. Po površini se med slovenskimi občinami uvršča na 26. mesto (198 km²).[28]
[2]Kolšek, Tone. »Laško kot upravnopolitično središče svoje pokrajine. « V: Laški zbornik 2002, ur. Jože Maček, 69.
[3]Grafenauer, Božo. Lokalna samouprava na Slovenskem: teritorialno-organizacijske strukture. Maribor: Pravna fakulteta, 2000, 101.
[4]Prav tam, 105.
[5]Prav tam, 134.
[6]Prav tam, 138.
[7]Kolšek, »Laško kot upravnopolitično središče,« 69.
[8]Cvelfar, Bojan (ur.). Vodnik po fondih in zbirkah Zgodovinski arhiv Celje. Celje: Zgodovinski arhiv Celje, 2010, 31.
[9]Kolšek, »Laško kot upravnopolitično središče,« 70.
[10]Uradni list ljubljanske in mariborske oblasti, št. 86/1925
[11]Krajevni leksikon dravske banovine: krajevni repertorij z uradnimi, topografskimi, zemljepisnimi, zgodovinskimi, kulturnimi, gospodarskimi in tujskoprometnimi podatki vseh krajev dravske banovine. Ljubljana: Uprava Krajevnega leksikona dravske banovine, 1937, 285,298.
[12]Kolšek, »Laško kot upravnopolitično središče,« 71.
[13]Prav tam, 72.
[14]Cvelfar, Vodnik po fondih, 47.
[15]Kolšek, »Laško kot upravnopolitično središče,«72-73.
[16]Prav tam, 73.
[17]Prav tam, 74.
[18] Prav tam, 75.
[19]Prav tam, 77.
[20]Cvelfar, Vodnik po fondih, 204.
[21]Grafenauer, Lokalna samouprava, 356-357.
[22]PIS: http://www.pisrs.si/Pis.web/pregledPredpisa?id=ZAKO357#
[23]Uradni list RS, št. 60/94, z dne 3. 10. 1994
[24]Grafenauer, Lokalna samouprava, 402.
[25]Prav tam, 376.
[26]Prav tam, 380.
[27]Kovač, »Geografija občine Laško,« 7.
[28]http://www.lasko.si/sl/statisticni-podatki